# ザムトゲマインデ・フュルステナウ
ザムトゲマインデ・フュルステナウ（ドイツ語: Samtgemeinde Fürstenau）は、ドイツ連邦共和国ニーダーザクセン州オスナブリュック郡のザムトゲマインデ（集合自治体）である。

## 地理
このザムトゲマインデは、アンクム高地の北西部を含むアルトラント南西部とリンゲン高地の東の支脈を含む。東はブラームガウ、南はテックレンブルガー・ラント、西はエムスラントに連なる。

### ザムトゲマインデの構成
このザムトゲマインデは、ベルゲ、ビッペン、フュルステナウからなる。

## 住民

### 人口推移
以下の表は、各年の12月31日時点での町域における人口を示している。
数値は、1987年5月25日の人口調査結果に基づくニーダーザクセン州統計およびコミュニケーション技術局の研究結果である。
| 年   | 人口（人） |
| ---- | ---------- |
| 1987 | 13,864     |
| 1990 | 14,631     |
| 1995 | 16,494     |
| 2000 | 16,619     |
| 2005 | 16,841     |
| 2010 | 16,450     |

## 行政

### 議会
このザムトゲマインデの議会は 26議席からなる。これに投票権を有し、ザムトゲマインデ長が加わる。

### 首長
ザムトゲマインデ・フュルステナウの長は、マティアス・ヴュベル (SPD) である。彼は2021年9月26日の決選投票で 50.80 % の票を獲得して選出された。